# 케네지
호베르트 케네지 누니스 나시멘투(Robert Kenedy Nunes Nascimento, 1996년 2월 8일 ~ )는 케네지(Kenedy)로 알려진 브라질의 축구 선수로, 현재 스페인 라리가의 바야돌리드에서 활동하고 있다.